# Departamento de Correcciones del Estado de Pensilvania
El Departamento de Correcciones del Estado de Pensilvania es el departamento de corrections de Pensilvania. Tiene su sede en el Municipio de Hampden, Condado de Cumberland en Gran Harrisburg, cerca de Mechanicsburg.
Tenía su sede en el Municipio de Lower Allen, cerca de Camp Hill, también en Gran Harrisburg.